# 微型金融

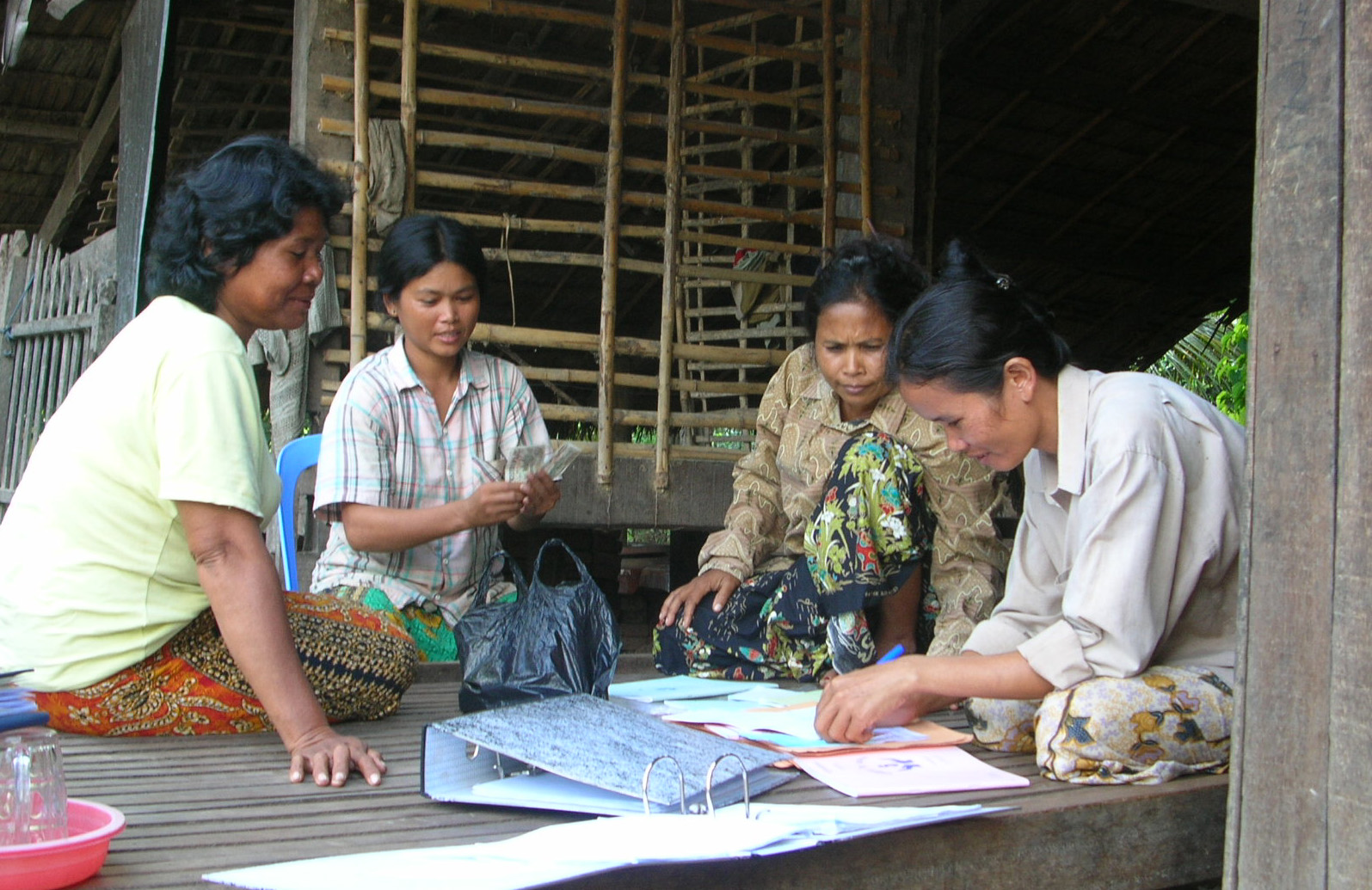
柬埔寨的社区储蓄银行

微型金融是为低收入客户、或者由自雇者组成的集体贷款组织提供的金融服务。这些目标群体一直缺乏获得正规银行及相关金融业务的途径。
广义来说，微型金融是一种社会运动，它的目标为“全球范围内，为尽可能多的穷人或不富裕者提供金融服务。服务持久，范围不局限于信贷，而更为全面——集储蓄、保险和汇款于一身。”支持微型金融的人们认为，人们利用它能摆脱贫困。
微型金融是囊括范围极广的一类金融服务，小额信贷便是其中一种。小额信贷是针对贫穷客户的一种信贷服务。它虽然只是微型金融的一种，但在公众使用中常被混为一谈。批评家常在抨击小额信贷时混淆了“微型金融”和“小额信贷”的概念。由于微型金融所涉范围极广，要评述其造成的影响很难，并且没有多少研究曾全面描绘其影响。